# Cantón de Digne-les-Bains-Oeste
El cantón de Digne-les-Bains-Oeste era una división administrativa francesa que estaba situada en el departamento de Alpes de Alta Provenza y la región de Provenza-Alpes-Costa Azul.

## Composición
El cantón estaba formado por nueve comunas más una fracción de otra:
- Aiglun
- Barras
- Champtercier
- Digne-les-Bains (fracción)
- Le Castellard-Mélan
- Le Chaffaut-Saint-Jurson
- Hautes-Duyes
- Mallemoisson
- Mirabeau
- Thoard

## Supresión del cantón de Digne-les-Bains-Oeste
En aplicación del Decreto nº 2014-226 de 24 de febrero de 2014, el cantón de Digne-les-Bains-Oeste fue suprimido el 22 de marzo de 2015 y sus 10 comunas pasaron a formar parte; seis del nuevo cantón de Digne-les-Bains-2, tres del nuevo cantón de Digne-les-Bains-1 y una del nuevo cantón de Riez.